# Dan Maskell
Daniel „Dan“ Maskell (* 11. April 1908 in Fulham, London; † 10. Dezember 1992 ebenda) war ein britischer Tennisspieler, Davis-Cup-Trainer und Radio- und TV-Kommentator. 

## Biographie
Dan Maskell wurde in London geboren und war sechs Mal britischer Tennismeister. 1933 und 1936 war er Trainer des erfolgreichen Davis-Cup-Teams, welches 1933 gegen Frankreich mit 3:2 gewann. Nach seinem Dienst als Soldat im Zweiten Weltkrieg begann seine Kommentatorenkarriere bei den Wimbledon Championships für die BBC. Ab 1949 arbeitete Maskell beim Radio, bevor er 1951 zum Fernsehen wechselte. Bekannt wurde der Brite als die „voice of tennis“ (deutsch Stimme des Tennis). 1977 gründete Dan Maskell die Firma „The Dan Maskell Tennis Trust“. Er blieb bis zu seiner Pensionierung 1991 bei der BBC und starb ein Jahr später. 1996 erfolgte posthum seine Aufnahme in die International Tennis Hall of Fame.